# 建興國中青少棒隊
臺南市立建興國民中學青棒協會

## 球隊簡介
建興國中位於台南市府前路上，校訓為「忠誠勤樸」，於民國五十七年創校。前身為台南市政府及日治時代之南門小學校的建興國中，並設有棒球隊，且出過許多棒球名人，如：華盛頓國民隊的王建民、洛杉磯道奇隊的郭泓志、科羅拉多洛磯的羅錦龍、紐約大都會的胡金龍、中信鯨隊的杜章偉、興農牛隊的許國隆、統一獅隊的凃壯勳和統一獅隊的莊景賀、奧運銀牌俊國熊隊張耀騰、統一獅隊吳佳榮、兄弟象隊的林恩宇。

## 旅外球員
- 大聯盟球員：王建民、郭泓志、胡金龍
- 小聯盟球員：羅錦龍、郭嚴文、蔡孟修、徐志維
- 日本職棒：林恩宇

## 知名校友
- 胡金龍、王建民、郭泓志、羅錦龍、林恩宇、許國隆、杜章偉、
許峰賓、吳佳榮、蔡孟修、徐志維、凃壯勳、莊景賀

## 歷屆球員

### 國中棒球聯賽硬式組
八十九學年度國中棒球聯賽（硬式組）成員：
總教練：張錫杰。
教　練：李健璋。
球　員：楊子慶、林景揚、林長億、李政翰、張書鴻、吳育能、蔡佑生、許峰賓、
　　　　謝炫任、方志豪、劉正弘、高裕昇、徐英時、吳宗謙、戴孟廷、黃英豪。
九十學年度國中棒球聯賽（硬式組）成員：
總教練：張錫杰。
教　練：吳秉倫。
球　員：黃俊欽、吳子健、吳冠學、謝龍吉、林立凱、龐丁源、黃聖展、吳旻軒、
　　　　李明樺、李明翰、陳勝葳、羅仕倫、郭嚴文、曾偉凱、洪介澤。
九十一學年度國中棒球聯賽（硬式組）成員：
總教練：張錫杰。
教　練：陳思育。
球　員：陳炤丞、許得龍、伍家徵、趙博儒、童俊凱、蕭有志、郭韋良、李俞廣、
　　　　鍾宏毅、吳柏雄、葉宗憲、林敬修、林敬祺。
九十二學年度國中棒球聯賽（硬式組）成員：
總教練：張協進。
教　練：陳尚楷。
球　員：柯川田、郭韋良、伍家徵、趙博儒、蕭有志、童俊凱、李俞廣、鍾宏毅、
　　　　林敬祺、葉宗憲、葉承彬、蕭致偉、陳炤丞、郭愿昌、陳彥伯、吳柏雄、
　　　　陳丁寅、唐啟豪。
九十三學年度國中棒球聯賽（硬式組）成員：
總教練：陳尚楷。
教　練：吳秉倫。
球　員：林敬祺、葉承彬、郭展成、歐陽昱岑、楊東霖、唐啟濠、陳士奇、郭愿昌、
　　　　陳彥伯、陳冠儒、李承翰、林振強、王宏昇、黃琮閔、鄭俊成、許晉瑋。
九十四學年度國中棒球聯賽（硬式組）成員：
總教練：吳秉倫。
教　練：陳尚楷。
球　員：歐哲閎、王翊銘、蕭致偉、徐志維、楊東霖、陳士奇、穆鴻毅、李冠儒、
　　　　孫先宗、唐啟濠、吳育霖、鄭俊成、洪偉凱、陳彥伯、涂宗佑、王柏鈞。
九十五學年度國中棒球聯賽（硬式組）成員：
總教練：陳尚楷。
教　練：陳金明。
球　員：孫先宗、王翊銘、鄭俊成、徐志維、楊東霖、洪偉凱、歐哲閎、李冠儒、
　　　　穆鴻毅、歐陽昱岑、吳育霖、郭愿杰、黃琮閔、游子賢、王宏昇、許毓展。
九十六學年度國中棒球聯賽（硬式組）成員：
總教練：黃銘川。
教　練：吳秉倫。
球　員：王柏鈞、王瀚晟、莊偉翔、林恒毅、林俊威、黃緯麟、吳動一、陳建霖、
　　　　陳立言、簡慶翔、王柏勝、薛景安、黃議德、許毓庭、郭俊呈、楊宗霈。
九十七學年度國中棒球聯賽（硬式組）成員：
領　隊：高彩珠
總教練：黃銘川。
教　練：劉政儐、李蕙鈺
球　員：林俊威、吳動一、許毓庭、吳易哲、簡慶翔、王柏勝、施宇倫、施宇峰、
　　　　方俊能、黃緯麟、葉思顯、葉家瑋、林承洋、黃永浦、郭俊呈、曾穎平
九十八學年度國中棒球聯賽（硬式組）成員：
領　隊：高彩珠
總教練：黃銘川。
教　練：孫福來
球　員：黃永浦、吳動一、方俊能、陳立信、葉家瑋、郭俊呈、吳易哲、王柏勝、
　　　　許毓庭、簡慶翔、鄭文銓、吳雨誠、葉子祥、楊宗霈、陳立言、黃昱豪
九十九學年度國中棒球聯賽（硬式組）成員：
領　隊：高彩珠
總教練：黃銘川。
教　練：徐嘉澤、李蕙鈺、孫福來
球　員：方俊能、黃品揚、林安可、郭力瑋、施宇峰、吳炫德、謝維霖、施冠宇、
　　　　葉思顯、吳國豪、施宇倫、聶文訪、蔡承翰、吳冠儒、王昱鈞、葉家瑋

### 國中棒球聯賽軟式組
八十九學年度國中棒球聯賽（軟式組）成員：
總教練：張錫杰。
教　練：李健璋。
球　員：王坤山、黃俊欽、李明翰、力慕義、吳冠學、謝龍吉、林立凱、吳旻軒、
　　　　李明樺、陳揚凱、黃聖展、羅仕倫、龐丁源、陳勝葳、吳子健。
九十學年度國中棒球聯賽（軟式組）成員：
總教練：張錫杰。
教　練：陳思育。
球　員：吳子文、張鎧巖、蔡邦樑、陳勝雄、唐挺育、柯川田、戴頤億、江信德、
　　　　陳炤丞、田慎宇、林承賦、吳宗謙、林暉庭、王志文、林敬修、許得龍。
九十一學年度國中棒球聯賽（軟式組）成員：
總教練：張錫杰。
教　練：陳思育。
球　員：曾偉凱、張鎧巖、吳子文、田慎宇、唐挺育、陳勝雄、郭嚴文、戴頤億、
　　　　李宜鴻、洪偉翔、蔡邦樑、江信德、李俊逸、陳盈廷、王志文。
九十二學年度國中棒球聯賽（軟式組）成員：
總教練：張協進。
教　練：陳尚楷。
球　員：蔡邦樑、張鎧巖、吳子文、田慎宇、唐挺育、陳勝雄、郭嚴文、戴頤億、
　　　　江信德、洪偉翔、許得龍、陳冠儒、李俊逸、陳盈廷、王志文、陳士奇、
　　　　李承翰、郭展誠、唐啟濠。
九十三學年度國中棒球聯賽（軟式組）成員：
總教練：吳秉倫。
教　練：陳尚楷。
球　員：郭韋良、李俊逸、伍家徵、吳柏雄、歐哲閎、陳盈廷、蕭有志、鍾宏毅、
　　　　孫先宗、葉宗憲、王翊銘、蕭致偉、李俞廣、李冠儒、洪偉凱、徐志維。
九十四學年度國中棒球聯賽（軟式組）成員：
總教練：陳尚楷。
教　練：吳秉倫。
球　員：李承翰、黃琮閔、郭愿杰、歐陽昱岑、林柏硯、林振強、王宏昇、楊慶宗、
　　　　曹志成、郭愿昌、陳冠儒、郭展誠、曾國豪、許晉瑋、徐安崧、李瑞傑。
九十五學年度國中棒球聯賽（軟式組）成員：
總教練：陳尚楷。
教　練：陳金明。
球　員：許晉瑋、曹志成、王柏鈞、王柏捷、曾國豪、蕭有政、林柏硯、李瑞傑、
　　　　唐緯豪、李俊璘、林恒毅、林俊威、戴上凱、邱麒瑋、劉禹成、楊慶宗。
九十六學年度國中棒球聯賽（軟式組）成員：
總教練：黃銘川。
球　員：郭愿杰、楊慶宗、鍾詒傑、葉祐嘉、邱麒瑋、曾國豪、許毓展、游子賢、
　　　　王柏捷、蕭有政、李俊璘、唐緯豪、戴上凱、吳易哲。
九十七學年度國中棒球聯賽（軟式組）成員：
領　隊：高彩珠
總教練：黃銘川。
教　練：劉政儐、李蕙鈺
球　員：葉祐嘉、李俊璘、唐緯豪、戴上凱、王柏捷、游子賢、許毓展、薛景安、
　　　　陳立信、蕭有政、施冠宇、聶文訪、吳國豪、郭文豪、蘇宏霖、陳建霖。
九十八學年度國中棒球聯賽（軟式組）成員：
領　隊：高彩珠
總教練：黃銘川。
教　練：劉政儐、孫福來
球　員：謝維霖、葉思顯、林安可、施宇峰、吳國豪、聶文訪、施冠宇、薛景安、
　　　　施宇倫、陳建霖、蘇宏霖、郭力瑋、李政軒、王昱鈞、黃弘毅、吳冠儒。
九十九學年度國中棒球聯賽（軟式組）成員：
領　隊：高彩珠
總教練：黃銘川。
教　練：徐嘉澤、李蕙鈺、孫福來
球　員：陳立信、黃昱豪、李政軒、祁冠奕、黃峻億、林楷錡、黃弘毅、周偵惟、
　　　　吳雨誠、黃永浦、虞明翰、涂哲嘉、黃胤嘉、蘇宏霖、黃鵬宇、陳禹全、
　　　　王大豪
一百學年度國中棒球聯賽（軟式組）成員：
領　隊：高彩珠
總教練：黃銘川。
教　練：徐嘉澤、郭愿杰
球　員：虞明翰、吳家維、黃胤嘉、吳炫德、陳禹全、吳承運、蔡承翰、江昀龍、
　　　　黃鉑茗、吳雨誠、夏守豪、陳冠佑、林楷錡、黃鵬宇、黃柏翔、陳冠宏
- 89學年度畢業：林景揚、方志豪、林長億、李政翰、楊子慶、謝炫任、張書鴻、
　　　　　　　王坤山、劉正弘、許峰賓。
- 90學年度畢業：黃聖展、謝龍吉、林立凱、李明樺、李明翰、陳勝葳、吳宗謙、
　　　　　　　黃俊欽、吳子建、吳冠學、吳旻軒、龐丁源、羅仕倫。
- 92學年度畢業：方玄宗、柯川田、陳勝雄、唐挺育、蔡邦樑、王志文、戴頤億、
　　　　　　　田慎宇、陳炤丞、郭嚴文、洪偉翔、張鎧巖、江信德、許得龍、
　　　　　　　吳子文。
- 93學年度畢業：趙博儒、吳柏雄、蔡孟修、蕭有志、李俊逸、葉宗憲、郭韋良、
　　　　　　　鍾宏毅、李俞廣、林敬祺、伍家徵、陳盈廷、鄭俊明。

- 94學年度畢業：陳冠儒、唐啟濠、郭展誠、李承翰、蕭致偉、林振強

- 95學年度畢業：楊東霖、吳育霖、黃琮閔、徐志維、李冠儒、孫先宗、歐哲閎、
　　　　　　　王宏昇、穆鴻毅、鄭俊誠、王翊銘、許晉瑋、徐安崧、林柏硯、
　　　　　　　李瑞傑、郭展誠、歐陽昱岑。
- 96學年度畢業：曹志成、曾國豪、楊慶宗、王柏鈞、王瀚晟、莊偉翔、郭愿杰

## 現役球員
| 年級   | 球 員 名 單                                                                                    |
| ------ | ---------------------------------------------------------------------------------------------- |
| 三年級 | 蕭有政、林恒毅、唐緯豪、戴上凱、王柏捷、林俊威、許毓展 李俊璘、葉祐嘉、游子賢、黃緯麟          |
| 二年級 | 王柏勝、陳建霖、薛景安、陳立言、吳動一、許毓庭 吳易哲、簡慶翔、郭俊呈、楊宗沛、紀志承          |
| 一年級 | 葉家瑋、吳國豪、陳立信、聶文訪、方俊能、葉思賢、黃永浦、施冠宇、林承洋、紀恩平、施宇峰、施宇倫 |

## 特殊事蹟
- 2002年第五屆高市中區扶輪杯全國硬式青少棒錦標賽　第四名
- 九十一學年度台南市國中棒球聯賽軟式組　冠軍
- 九十一學年度全國國中棒球聯賽軟式組總決賽　第五名
- 九十二學年度國中棒球聯賽硬式組南市排名賽　第四名
- 2004年第一屆阿猴城盃全國軟式青少棒錦標賽　冠軍
- 九十二學年度國中棒球聯賽軟式組南市排名賽　第二名
- 九十三學年度國中棒球聯賽（軟式組）季軍
- 2004年全國青少棒錦標賽小馬聯盟小馬級南市選拔賽　第一名
- 2004年全國青少棒錦標賽小馬聯盟小馬級全國選拔賽　亞軍
- 2004年La New中日青少棒邀請賽　冠軍
- 九十四學年度國中棒球聯賽（軟式組）第八名
- 2007台南市春季聯賽謝國城組第3名
- 2008台南市春季聯賽小馬組第2名
- 2008中華盃全國棒球錦標賽 第4名

## 相關頁面
- 臺南市立建興國民中學